# Daniel Alejandro Torres
Daniel Alejandro Torres Rojas (Cáqueza, 15 novembre 1989) è un calciatore colombiano, centrocampista del Santa Fe.

## Carriera

### Club
Ha giocato nella massima serie del campionato colombiano con Independiente Santa Fe, Nacional Medellín e Independiente Medellín.

### Nazionale
Ha esordito con la Nazionale colombiana nel 2015.
Viene convocato per la Copa América Centenario negli Stati Uniti.